# II-84
De II-84 is een nationale weg van de tweede klasse in Bulgarije. De weg loopt van Razlog naar Pazardzjik. De II-84 is 107 kilometer lang.

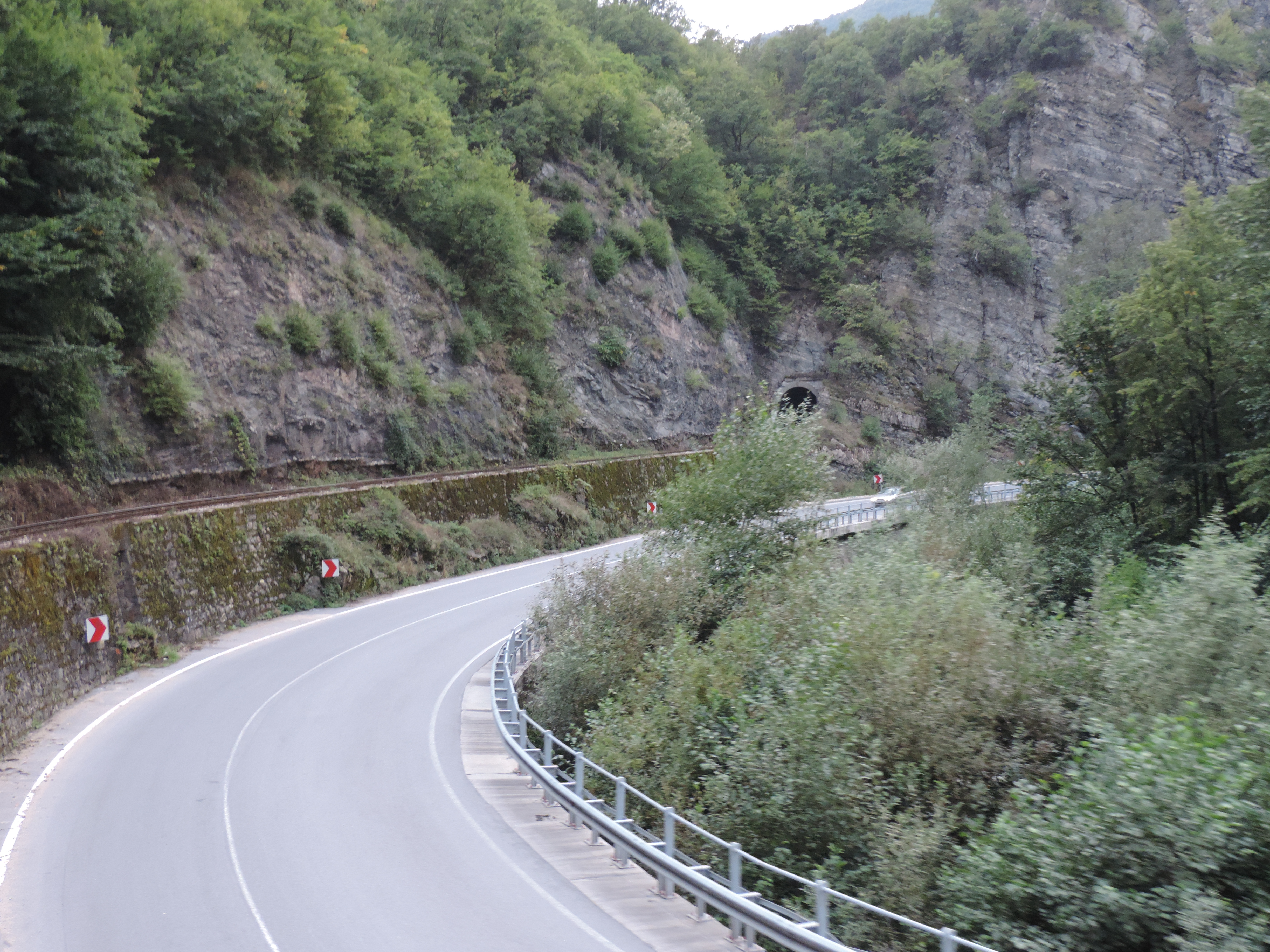
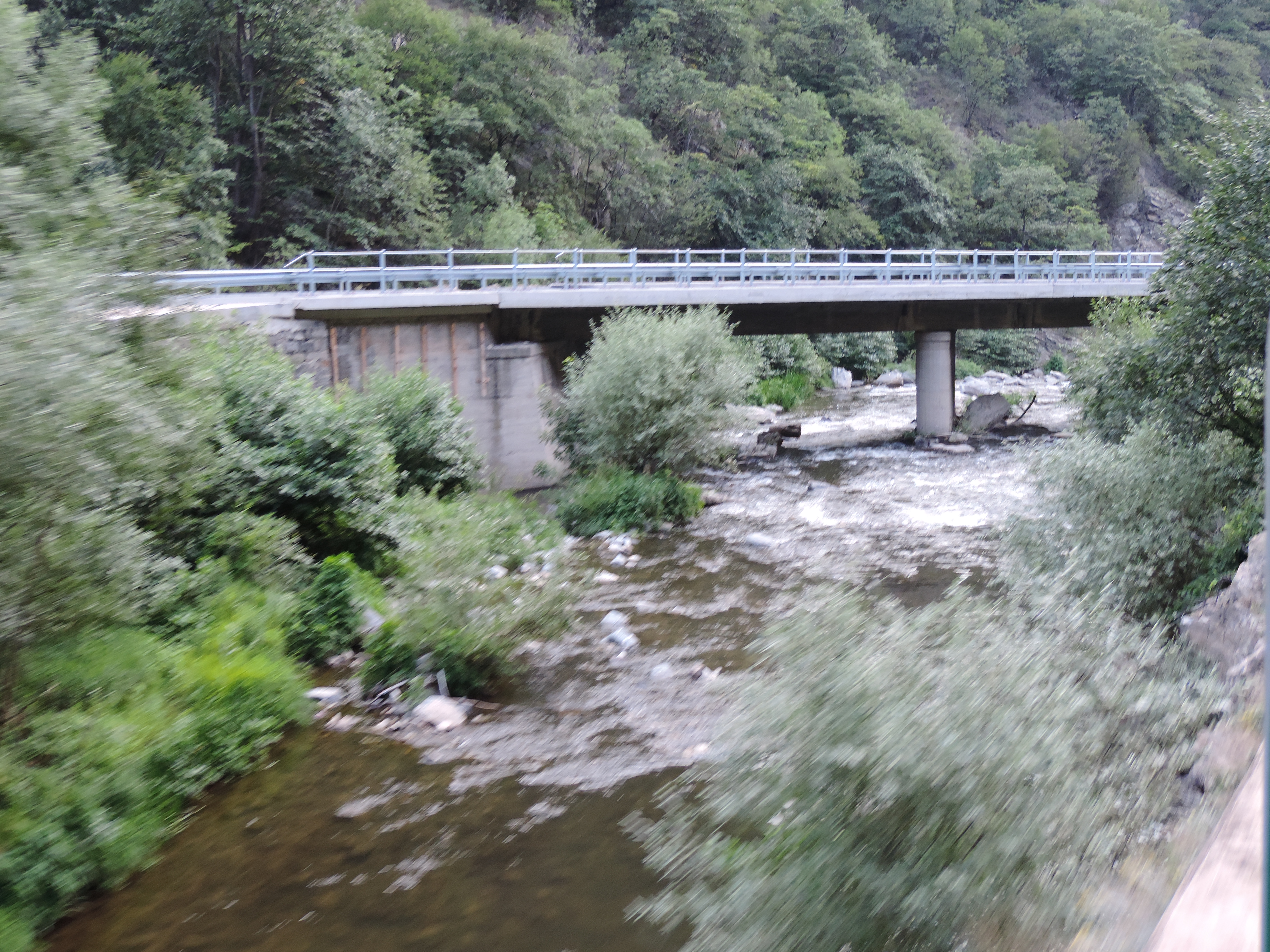
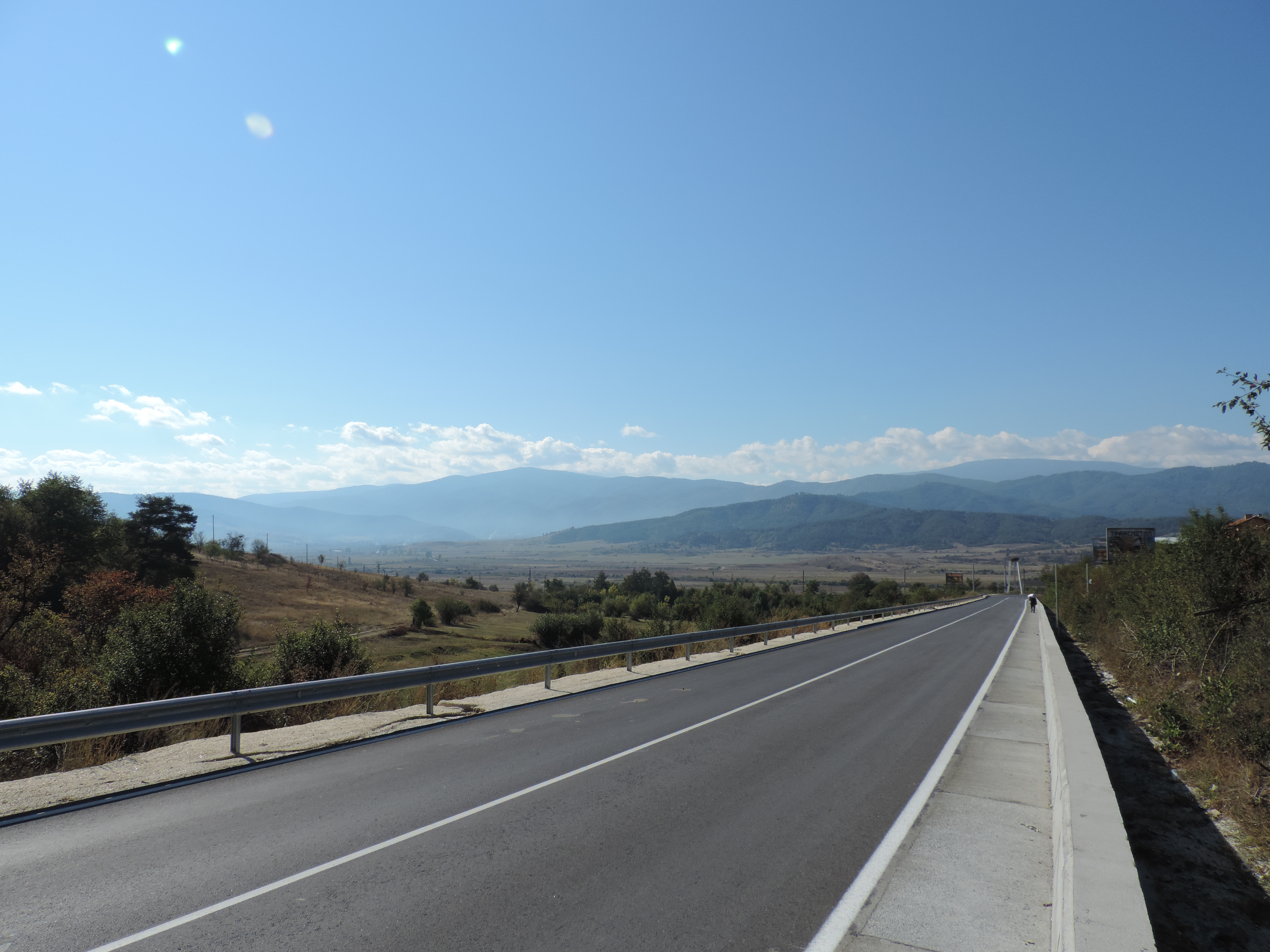
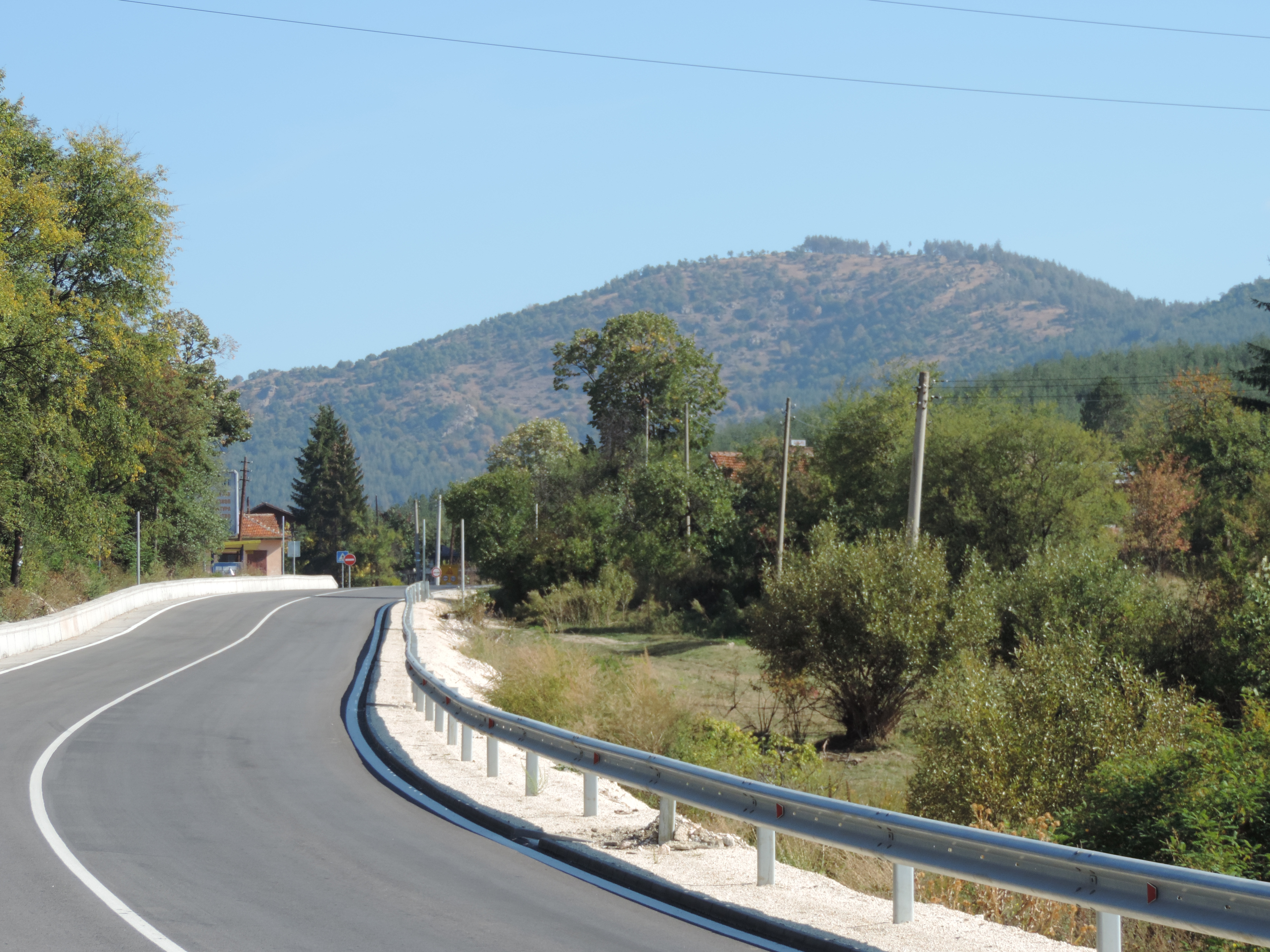